# Сухаревс, Ритварс
Ри́тварс Су́харевс (латыш. Ritvars Suharevs, род. 11 января 1999 года) — латвийский тяжелоатлет, чемпион Европы 2023 года, бронзовый призёр чемпионатов Европы 2019, 2021 и 2024 годов. Четырёхкратный чемпион Европы среди юношей.

## Карьера
Выступать на международном юношеском уровне начал в 2012 году. Латвийскому спортсмену удалось победить на четырёх чемпионатах континента среди юношей, а также стать вице-чемпионом мира среди юношей.
На юниорском уровне с двух чемпионатов континента (в 2015 и 2016 году) он привозил серебряные медали.
В 2015 году на чемпионате Европы среди юниоров стал победителем, с весом на штанге по сумме упражнений 317 кг.
Дебют на взрослом уровне пришёлся на чемпионат Европы в 2016 году, в категории до 77 кг он занял итоговое 12-е место.
На континентальном турнире в 2017 году он стал 8-м, а в 2018 году стал 4-м и завоевал малую бронзовую медаль в упражнении рывок.
В 2018 году принял участие в чемпионате мира в Ашхабаде. Выступал в новой весовой категории до 81 кг. В результате стал 11-м, с весом на штанге по сумме двух упражнений — 344 кг.
На чемпионате Европы 2019 года в Батуми завоевал бронзовую медаль с общим весом 354 кг. В упражнении рывок завоевал малую золотую медаль (162 кг).
В апреле 2021 года на чемпионате Европы в Москве, в весовой категории до 81 кг, Ритварс занял итоговое третье место с результатом 347 килограммов и стал бронзовым призёром чемпионата Европы.
В Ереване, на чемпионате Европы 2023 года, Ритварс в категории до 73 кг, с результатом по сумме двух упражнений 336 кг завоевал золотую медаль. В упражнении рывок он стал обладателем малой серебряной медали.
В Саудовской Аравии, где состоялся Чемпионат мира по тяжёлой атлетике 2023 года, латышский спортсмен в категории до 73 кг в упражнении "рывок" сумел завоевать малую бронзовую медаль (154 кг), в "толчке" ни один его подход не был зафиксирован.
В феврале 2024 года на чемпионате Европы в Софии Ритварс завоевал бронзовую медаль по сумме двух упражнений с результатом 331 кг. В упражнении рывок он стал вторым (154 кг). 

## Достижения
Чемпионат Европы
| Результат | Вес      | Год  | Место соревнований | Рывок | Толчок | Общий вес |
| Бронза    | до 81 кг | 2019 | Батуми, Грузия     | 162,0 | 192,0  | 354,0     |
| Бронза    | до 81 кг | 2021 | Москва, Россия     | 157,0 | 190,0  | 347,0     |
| Золото    | до 73 кг | 2023 | Ереван, Армения    | 152,0 | 184,0  | 336,0     |
| Бронза    | до 73 кг | 2024 | София, Болгария    | 154,0 | 177,0  | 331,0     |